# Łokacze
Łokacze (ukr. Локачі) – osiedle typu miejskiego na Ukrainie i stolica rejonu w obwodzie wołyńskim.
Do 2020 w rejonie łokackim. 

## Historia
Prywatne miasto szlacheckie położone było w XVI wieku w województwie wołyńskim, w 1739 roku należało do klucza Łokacze Lubomirskich.
W II RP Łokacze należały do gminy Chorów powiatu horochowskiego województwa wołyńskiego. Żydzi stanowili 70% mieszkańców, oprócz nich mieszkali także Ukraińcy i Polacy.
Od września 1939 pod okupacją sowiecką, od 23 czerwca 1941 pod okupacją niemiecką. W miasteczku znajdował się posterunek niemieckiej żandarmerii i ukraińskiej policji. Ludność żydowską w październiku 1941 zamknięto w getcie, zlikwidowanym 13 września 1942; SD z udziałem ukraińskich policjantów rozstrzelało 1350 osób.
17 kwietnia 1943 korzystając z nieobecności Niemców i dezercji ukraińskich policjantów Łokacze zaatakowała UPA zabijając 14 Polaków; zabrano także lekarstwa i środki opatrunkowe z apteki. Po 11 lipca 1943 Łokacze stały się schronieniem dla uchodźców z rzezi wołyńskiej. Niemcy zwerbowali do policji 27 Polaków; istniała także tolerowana przez nich samoobrona. Oba oddziały wraz z Niemcami broniły miasteczka oraz patrolowały okolicę. Ustalono, że zabiły one 26 Ukraińców. W styczniu i lutym 1944 większość Polaków ewakuowała się do większych ośrodków; 2 lutego Łokacze opuścili Niemcy. 13 czerwca 1944 na miejscowość ponownie napadła UPA zabijając nieustaloną liczbę Polaków.
W 1945 roku zaczęto wydawać gazetę.
W 1989 liczyło 4118 mieszkańców.
W 2013 liczyło 3920 mieszkańców.

## Zabytki
- zamek[10]